# Теобальд Батлер, 4-й главный кравчий Ирландии
Теобальд Батлер, также был известен как Теобальд Ле Ботиллер (англ. Theobald Butler, 4th Chief Butler of Ireland; 1242 — 26 сентября 1285) — англо-ирландский землевладелец, 4-й главный кравчий Ирландии (1248—1285).

## Биография
Старший сын Теобальда Батлера, 3-го главного кравчего Ирландии (1224—1248), и Марджери де Бург (1224—1252), дочери Ричарда Мора де Бурга, 1-го лорда Коннахта.
В 1248 году после смерти своего отца Тебальд унаследовал церемониальную должность главного кравчего Ирландии. Теобальд Батлер помогал английскому королю Эдуарду I Плантагенету в войнах с Шотландией.
Скончался 25 сентября 1285 года в замке Арклоу (графство Уиклоу), был похоронен в монастыре Арклоу. Должность главного кравчего Ирландии унаследовал его старший сын, Теобальд Батлер (1269—1299).

## Брак и дети
В 1268 году Теобальд Батлер женился на Джоан Фиц-Джон, четвертой и младшей дочери Джона Фиц-Джеффри (около 1206—1258), лорда Киртлинга и шерифа Йоркшира, и Изабель Биго, внучке Джеффри Фиц-Питера, графа Эссекса. Джоан умерла 4 апреля 1303 года. Их дети:
- Теобальд Батлер, 5-й главный виночерпий Ирландии (1269—1299)
- Эдмунд Батлер, 1-й граф Каррик и 6-й главный кравчий Ирландии (1270—1321)
- Томас Батлер, 1-й барон Данбойн[англ.] (1271—1329)
- Маргарет Батлер (ум. 1344), муж — Джон де Тренут
- Джон Батлер (1270—1321)
- Ричард Батлер (родился в 1275)
- Гилберт Батлер (родился в 1275)
- Николас Батлер (родился в 1277), в январе 1306 года был избран архиепископом Дублинским, но так и не вступил в сан
- Джеймс Батлер (1278—1337)